# Castle Hill (Nueva Gales del Sur)
Castle Hill es un suburbio de Sídney, Australia situado 31km al noroeste del Centro de Sídney en las Comunas de Baulkham Hills y Hornsby. Castle Hill es el centro de la comuna de Baulkham Hills. Es un suburbio de 39 594 habitantes.

## Actividades culturales
El Museums Discovery Center es una empresa conjunta del Museo de Artes y Ciencias Aplicadas, el Museo Australiano y los Museos Vivos de Sydney. El Museums Discovery Centre, ubicado en el cruce de las calles Windsor y Showground en Castle Hill, es una instalación de almacenamiento y cuidado de colecciones visible fuera del sitio. Comprende 400 000 exhibiciones que cubren historia, ciencia, tecnología, diseño, industria, artes decorativas, música, transporte y exploración espacial.